# Кологривский район
Кологри́вский райо́н — административно-территориальная единица (район) и упразднённое муниципальное образование (муниципальный район) на севере Костромской области России.
Административный центр — город Кологрив.
Законом Костромской области от 21 мая 2021 года № 90-7-ЗКО Кологривский муниципальный район и входящие в его состав городское и сельские поселения преобразованы к 31 мая 2021 года в Кологривский муниципальный округ.

## География
Площадь района — 3520 км².
Основные реки — Унжа, Понга, Киченка.

## История
Район образован в 1929 году в составе Шарьинского округа Горьковского края (с 1936 года — Горьковской области). 13 августа 1944 года район вошёл в состав вновь образованной Костромской области.
В соответствии с Законом Костромской области от 30 декабря 2004 года №237-ЗКО район наделён статусом муниципального района, установлены границы муниципального образования. На территории района образованы 9 муниципальных образований: 1 городское и 8 сельских поселений.
В соответствии с Законом Костромской области от 22 июня 2010 года №626-4-ЗКО объединены:
- городское поселение город Кологрив и Тодинское сельское поселение — в городское поселение город Кологрив;
- Высоковское и Ильинское сельские поселения — в Ильинское сельское поселение;
- Илешевское, Понговское и Черменинское сельские поселения — в Илешевское сельское поселение.

В соответствии с Законом Костромской области от 9 февраля 2007 года N 112-4-ЗКО Кологривский район как административно-территориальная единица области также сохраняет свой статус.

## Население
| 1939   | 1959    | 1970    | 1979    | 1989    | 2002  | 2008  | 2009  | 2010  |
| ------ | ------- | ------- | ------- | ------- | ----- | ----- | ----- | ----- |
| 27 329 | ↘20 344 | ↘16 886 | ↘12 799 | ↘11 493 | ↘8566 | ↘7462 | ↗7466 | ↘6474 |
| 2011   | 2012    | 2013    | 2014    | 2015    | 2016  | 2017  | 2018  | 2019  |
| ↘6429  | ↘6288   | ↘6070   | ↘5849   | ↘5676   | ↘5641 | ↘5485 | ↘5325 | ↘5140 |
| 2020   | 2021    |         |         |         |       |       |       |       |
| ↘4984  | ↘4370   |         |         |         |       |       |       |       |

### Урбанизация
В городских условиях (город Кологрив) проживают  56,48 % населения района.

### Национальный состав
По итогам переписи населения 2020 года проживали следующие национальности (национальности менее 0,1 % и другое, см. в сноске к строке «Другие»):
| Национальность | Численность, чел. | Доля     |
| -------------- | ----------------- | -------- |
| Русские        | 4201              | 96,13 %  |
| Молдаване      | 19                | 0,43 %   |
| Украинцы       | 14                | 0,32 %   |
| Армяне         | 10                | 0,23 %   |
| Чуваши         | 7                 | 0,16 %   |
| Другие         | 119               | 2,73 %   |
| Итого          | 4370              | 100,00 % |

## Административное деление
Кологривский район как административно-территориальная единица включает 1 город районного значения и 4 поселения.
В Кологривский район как муниципальный район входили 5 муниципальных образований, в том числе 1 городское и 3 сельских поселения:
| №        | Муниципальное образование     | Административный центр | Количество населённых пунктов | Население | Площадь, км2 |
| -------- | ----------------------------- | ---------------------- | ----------------------------- | --------- | ------------ |
| 1e-06    | Городское поселение:          |                        |                               |           |              |
| 1        | город Кологрив                | город Кологрив         | 28                            | ↗3651     | 977,41       |
| 1.000002 | Сельские поселения:           |                        |                               |           |              |
| 2        | Илешевское сельское поселение | деревня Овсяниково     | 21                            | ↘405      | 1580,00      |
| 3        | Ильинское сельское поселение  | село Ильинское         | 28                            | ↘664      | 367,00       |
| 4        | Ужугское сельское поселение   | посёлок Ужуга          | 3                             | ↘264      | 609,00       |

## Населённые пункты
В Кологривском районе 72 населённых пунктов.
| №  | Населённый пункт | Тип     | Население | Муниципальное образование     |
| -- | ---------------- | ------- | --------- | ----------------------------- |
| 1  | Аверьяновка      | посёлок | ↗7        | город Кологрив                |
| 2  | Астафьево        | деревня | →0        | Илешевское сельское поселение |
| 3  | Белавино         | деревня | →6        | Ильинское сельское поселение  |
| 4  | Белоглазово      | деревня | ↗107      | Ильинское сельское поселение  |
| 5  | Березник         | деревня | ↗19       | город Кологрив                |
| 6  | Большая Горка    | деревня | →0        | Ильинское сельское поселение  |
| 7  | Большая Каменка  | деревня | →12       | Ильинское сельское поселение  |
| 8  | Большая Чежма    | деревня | ↗86       | город Кологрив                |
| 9  | Борок            | посёлок | ↘4        | Илешевское сельское поселение |
| 10 | Бураково         | деревня | →0        | Илешевское сельское поселение |
| 11 | Бурдово          | деревня | ↗1        | Илешевское сельское поселение |
| 12 | Варзенга         | посёлок | ↗205      | Илешевское сельское поселение |
| 13 | Верхняя Унжа     | посёлок | ↗224      | город Кологрив                |
| 14 | Воймас           | посёлок | ↗199      | Ильинское сельское поселение  |
| 15 | Высоково         | деревня | ↗113      | Ильинское сельское поселение  |
| 16 | Гаревая          | деревня | →0        | Ильинское сельское поселение  |
| 17 | Герасимово       | деревня | ↗6        | город Кологрив                |
| 18 | Горка            | деревня | →0        | город Кологрив                |
| 19 | Григорьевка      | деревня | →0        | Ильинское сельское поселение  |
| 20 | Даравка          | посёлок | ↗74       | Илешевское сельское поселение |
| 21 | Дербин           | деревня | ↘5        | Ужугское сельское поселение   |
| 22 | Евдокимовка      | деревня | →0        | Ильинское сельское поселение  |
| 23 | Екимцево         | посёлок | ↗56       | город Кологрив                |
| 24 | Зеленино         | деревня | ↗3        | Илешевское сельское поселение |
| 25 | Ивановка         | деревня | →0        | Ильинское сельское поселение  |
| 26 | Иваново          | деревня | ↘2        | город Кологрив                |
| 27 | Ивтино           | деревня | ↘0        | город Кологрив                |
| 28 | Илешево          | село    | ↗37       | Илешевское сельское поселение |
| 29 | Ильинское        | село    | ↘202      | Ильинское сельское поселение  |
| 30 | Казанка          | деревня | ↗1        | Ильинское сельское поселение  |
| 31 | Козлово          | деревня | →0        | город Кологрив                |
| 32 | Кологрив         | город   | ↘2468     | город Кологрив                |
| 33 | Колохта          | посёлок | ↗203      | Ужугское сельское поселение   |
| 34 | Королево         | деревня | →0        | Ильинское сельское поселение  |
| 35 | Котляш           | деревня | ↗2        | Ильинское сельское поселение  |
| 36 | Красавица        | деревня | ↗1        | город Кологрив                |
| 37 | Красный Бор      | посёлок | ↘0        | Илешевское сельское поселение |
| 38 | Лисицино         | деревня | ↗88       | город Кологрив                |
| 39 | Логутиха         | деревня | ↗1        | город Кологрив                |
| 40 | Малая Каменка    | деревня | →0        | Ильинское сельское поселение  |
| 41 | Малышино         | деревня | ↗1        | город Кологрив                |
| 42 | Маракино         | деревня | ↗196      | Ильинское сельское поселение  |
| 43 | Мартьянка        | деревня | ↘3        | Ильинское сельское поселение  |
| 44 | Мичурино         | деревня | →0        | Илешевское сельское поселение |
| 45 | Нагорново        | деревня | →0        | Ильинское сельское поселение  |
| 46 | Нижний Воймас    | деревня | →0        | Ильинское сельское поселение  |
| 47 | Новосёлки        | деревня | ↘0        | Ильинское сельское поселение  |
| 48 | Овсяниково       | деревня | ↗81       | Илешевское сельское поселение |
| 49 | Октябрьский      | посёлок | ↗142      | Илешевское сельское поселение |
| 50 | Павлово          | деревня | ↗1        | город Кологрив                |
| 51 | Пехарово         | деревня | ↘21       | Ильинское сельское поселение  |
| 52 | Половинново      | деревня | →6        | Ильинское сельское поселение  |
| 53 | Померекино       | деревня | ↘2        | Ильинское сельское поселение  |
| 54 | Починок          | деревня | ↘16       | город Кологрив                |
| 55 | Рамешки          | деревня | →0        | Ильинское сельское поселение  |
| 56 | Рубцово          | деревня | →0        | город Кологрив                |
| 57 | Слеповское       | деревня | →0        | Ильинское сельское поселение  |
| 58 | Судилово         | деревня | ↗181      | город Кологрив                |
| 59 | Суховерхово      | деревня | ↗265      | город Кологрив                |
| 60 | Тодино           | деревня | ↗319      | город Кологрив                |
| 61 | Ужуга            | посёлок | ↗421      | Ужугское сельское поселение   |
| 62 | Урма             | деревня | →0        | город Кологрив                |
| 63 | Фёдорково        | деревня | ↘0        | город Кологрив                |
| 64 | Хапово           | деревня | ↗5        | Илешевское сельское поселение |
| 65 | Хмелёвка         | деревня | ↘2        | город Кологрив                |
| 66 | Церковное        | деревня | ↘1        | Илешевское сельское поселение |
| 67 | Черменино        | деревня | ↗73       | Илешевское сельское поселение |
| 68 | Шаблово          | деревня | ↘10       | Илешевское сельское поселение |
| 69 | Шилекша          | деревня | ↗1        | город Кологрив                |
| 70 | Шоргутово        | деревня | ↗50       | Ильинское сельское поселение  |
| 71 | Юрино            | деревня | →0        | Ильинское сельское поселение  |
| 72 | Яковлево         | деревня | ↗52       | Ильинское сельское поселение  |

Законом Костромской области от 22 июня 2010 года № 626-4-ЗКО, объединены:
- Городское поселение город Кологрив и Тодинское сельское поселение — в городское поселение город Кологрив;
- Высоковское и Ильинское сельские поселения — в Ильинское сельское поселение с административным центром в селе Ильинское;
- Илешевское, Понговское и Черменинское сельские поселения — в Илешевское сельское поселение с административным центром в деревне Овсяниково.

Законом Костромской области от 27 ноября 2018 года № 478-6-ЗКО были преобразованы, путём их объединения, Суховерховское сельское поселение и городское поселение город Кологрив — в городское поселение город Кологрив. На административном уровне границы Суховерховского поселения совпадали с границами муниципального образования городского поселения города Кологрива, административный центр поселения находится в деревне Суховерхово.
Законом Костромской области от 21 мая 2021 года № 90-7-ЗКО Кологривский муниципальный район и входящие в его состав городское и сельские поселения преобразованы к 31 мая 2021 года в Кологривский муниципальный округ.
Упразднённые населённые пункты:
- 2025 год — деревни Вокшево, Вяльцево, Глебово, Копьёво, Крутец, Паунино, Рапоново и Шлыково.

## Известные уроженцы
- Кудрявцев, Александр Георгиевич  (1901—1978) — советский военный деятель, генерал-майор.
- Павлов Дмитрий Григорьевич (1897—1941) — советский военный деятель, генерал армии, Герой Советского Союза. Родился в д. Вонюх, ныне Павлово.
- Ефим Васильевич Честняков (1874—1961) — русский художник, писатель, скульптор, создатель детского театра в Шаблово. Пик творчества пришёлся на первую четверть XX века.